# Carlos Eduardo Novaes
Carlos Eduardo de Agostini Novaes (Rio de Janeiro, 13 de agosto de 1940) é advogado, cronista, romancista, contista e dramaturgo brasileiro, filho do oficial da Marinha Attila Rodrigues Novaes e da dona-de-casa Efigenia de Agostini Novaes.

## Biografia
Em 1958, muda-se para Salvador, onde permanece por dez anos. Nesse período cursa direito na Universidade Federal da Bahia e exerce variadas atividades profissionais, como agente rodoviário, e é também dono de dedetizadora e sócio de uma fábrica de sorvete. De volta ao Rio de Janeiro, em 1969, inicia a atividade de cronista no jornal Última Hora. Em 1972, trabalha no Jornal do Brasil - JB, criando prognósticos bem-humorados para a Loteria Esportiva e passando depois a cronista. Assim nasce seu primeiro livro, O Caos Nosso de Cada Dia, uma reunião de crônicas escritas para o JB, publicado em 1974. O trabalho nesse jornal se estende por 13 anos e dá origem à maior parte de seus livros.
No teatro, além de atuar, escrever e dirigir várias peças, é presidente da Sociedade Brasileira de Autores Teatrais - Sbat e vice-presidente da Federação Internacional de Sociedades de Autores Dramáticos - Fedra. Seus livros abordam, entre outros, temas ligados à política brasileira, ao cotidiano urbano, à vida conjugal e ao universo adolescente, sempre de forma crítica e bem-humorada. É diretor da Casa do Riso, no bairro do Leblon, no Rio de Fevereiro, um teatro dedicado exclusivamente ao humor.

## Obras publicadas[3]

### Contos
- 1983 - O Estripador de Laranjeiras

### Crônica
- 1974 - O Caos Nosso De Cada Dia
- 1975 - A Travessia
- 1976 - Os Mistérios
- 1977 - O Quiabo Comunista
- 1978 - O Chá das Duas
- 1979 - O Balé Quebra-Nós
- 1979 - A Língua de Fora
- 1980 - A Cadeira do Dragão
- 1981 - Democracia à Vista !
- 1983 - Crônica de uma Brisa Eleitoral
- 1984 - Deus É Brasileiro ?
- 1984 - A Travessia Americana
- 1985 - O Day After do Carioca
- 1986 - Na República do Jerimum
- 1987 - O Cruzado de Direita
- 1987 - Homem, Mulher e Cia. Ltda.
- 1990 - O País dos Imexíveis
- 1994 - A Cadeira do Dentista e Outras Crônicas
- 2006  - As Melhores Cronicas de Carlos Eduardo Novaes

### Humor
- 1983 - Capitalismo para Principiantes
- 1995 - É Dando que Se Recebe e mais 1499 Frases Tiradas da Boca da História: 1964-1994
- 1996 - Sexo para Principiantes
- 1997 - História do Brasil para Principiantes
- 2001 - Cidadania para Principiantes

### Romance
- 1982 - Mengo, uma Odisséia no Oriente
- 1988 - A Próxima Novela
- (2011)  - Redemptoris, A Saga do Cristo Desaparecido

### Literatura infanto-juvenil
- 1976 - Cândido Urbano Urubu
- 1977 - Juvenal Ouriço Repórter
- 1993 - Casé, o Jacaré que Anda em Pé
- 1995 - O Menino sem Imaginação
- 1999 - O Imperador da Ursa Maior
- 2006 - A Lágrima do Robô

### Novelas
1980 - Chega Mais

## Peças de teatro[3]
- 1975 - A Mulher Integral
- 1978 - WM, na Boca do Túnel
- 1986 - Confidências de um Espermatozóide Careca
- 1989 - Quem Votou para Presidente?
- 1991 - O Tiro que Mudou a História (com Aderbal Freire-Filho)
- 2002 - Diálogo do Pênis
- (2006)  - Doce Traição (ou A Separação)
- (2013)  - Diálogo dos Penis-2